# Epitola teresa
Epitola teresa är en fjärilsart som beskrevs av William Chapman Hewitson 1869. Epitola teresa ingår i släktet Epitola och familjen juvelvingar. Inga underarter finns listade i Catalogue of Life.